# 알베르토 코스타
알베르토 파쿤도 티노 코스타(스페인어: Alberto Facundo "Tino" Costa, 1985년 1월 9일 ~, 아르헨티나 부에노스아이레스주)는 아르헨티나의 축구 선수이다. 현재 카테고리아 프리메라 A의 클럽 아틀레티코 나시오날 소속으로, 포지션은 미드필더이다.